# Hotel del Coronado

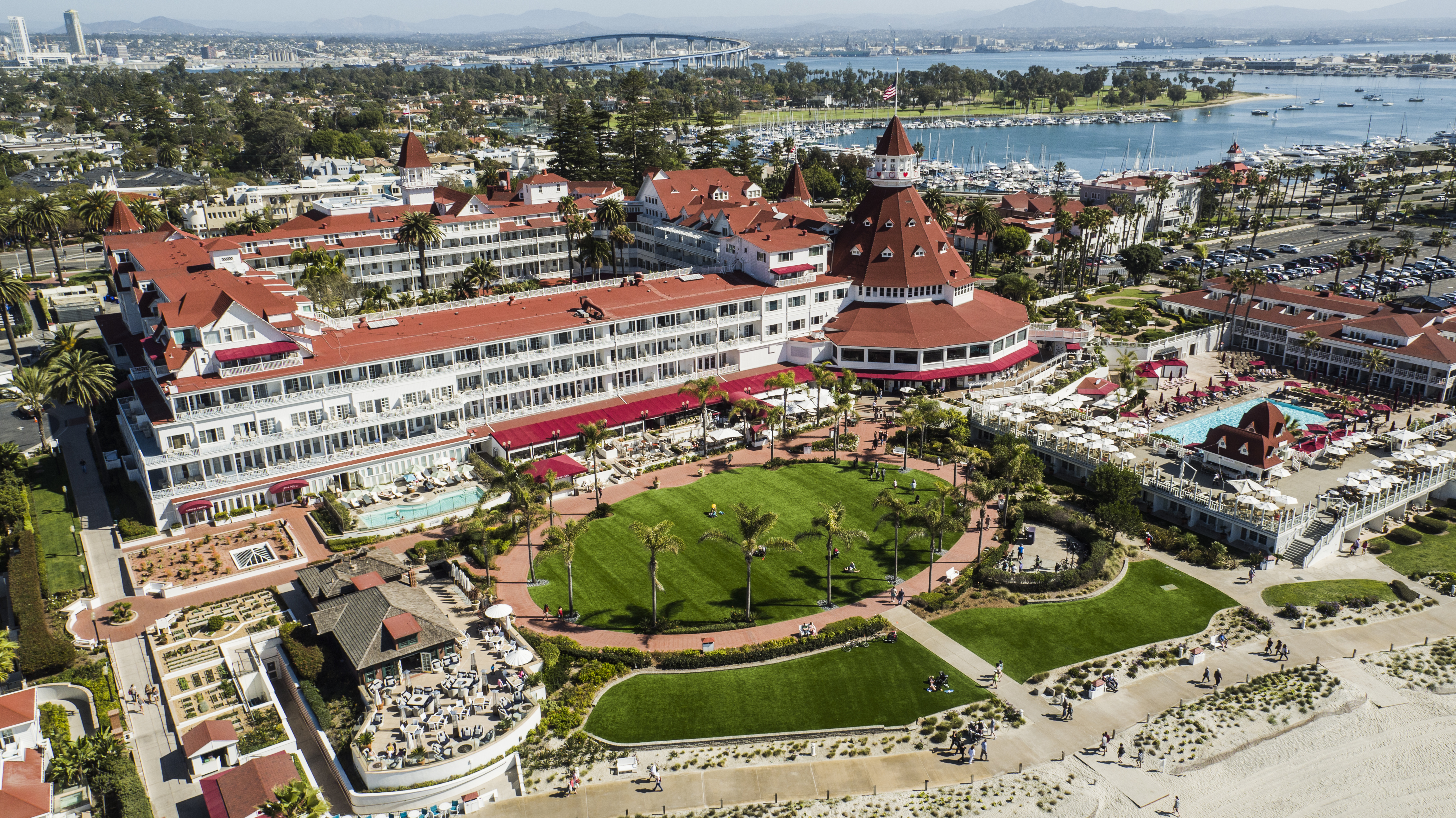
Luftbild der Hotelanlage

Das Hotel del Coronado, von den Einheimischen auch kurz The Del genannt, ist ein berühmtes altes Luxushotel am westlichen Strand der Halbinsel Coronado im US-Bundesstaat Kalifornien, die an der Bucht von San Diego liegt. Es ist eines der wenigen erhalten gebliebenen Exemplare eines hölzernen viktorianischen Strandhotels. Es ist das älteste und zugleich größte Holzgebäude in Kalifornien. Am 5. Mai 1977 wurde das zuvor bereits unter Denkmalschutz stehende Hotel als National Historic Landmark anerkannt. Von USA Today wurde es in die Top 10 der Urlaubshotels der Welt aufgenommen.

## Geschichte

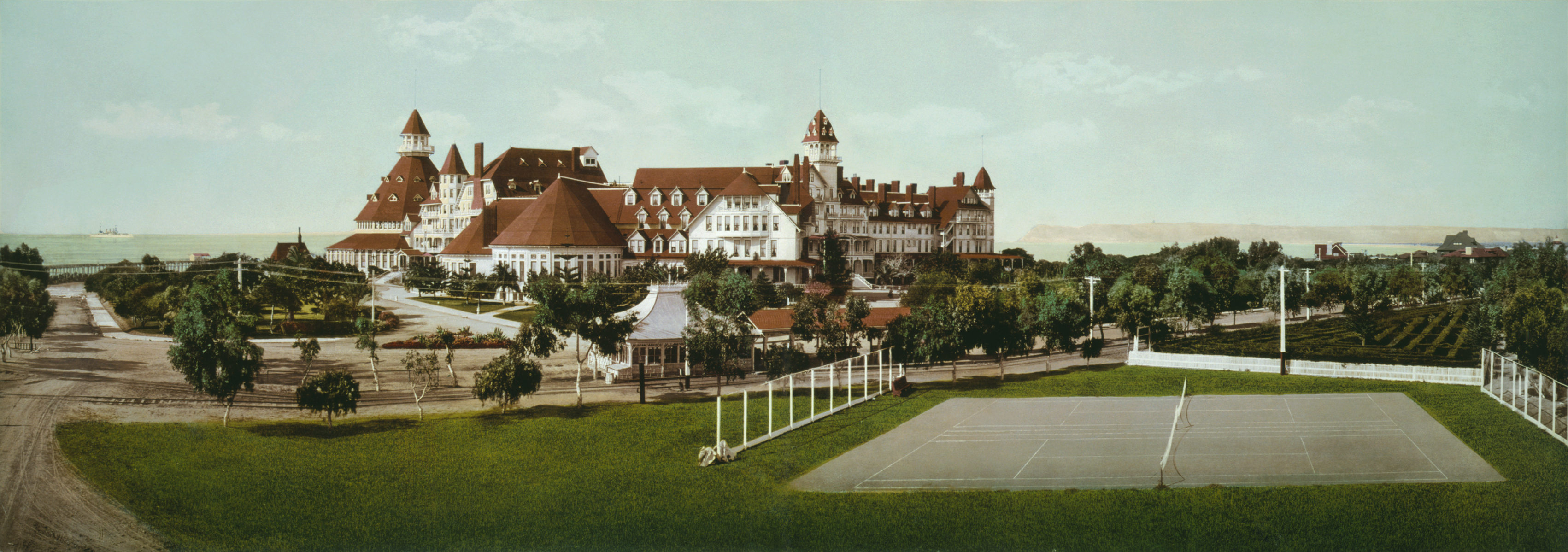
Hotel del Coronado um 1900

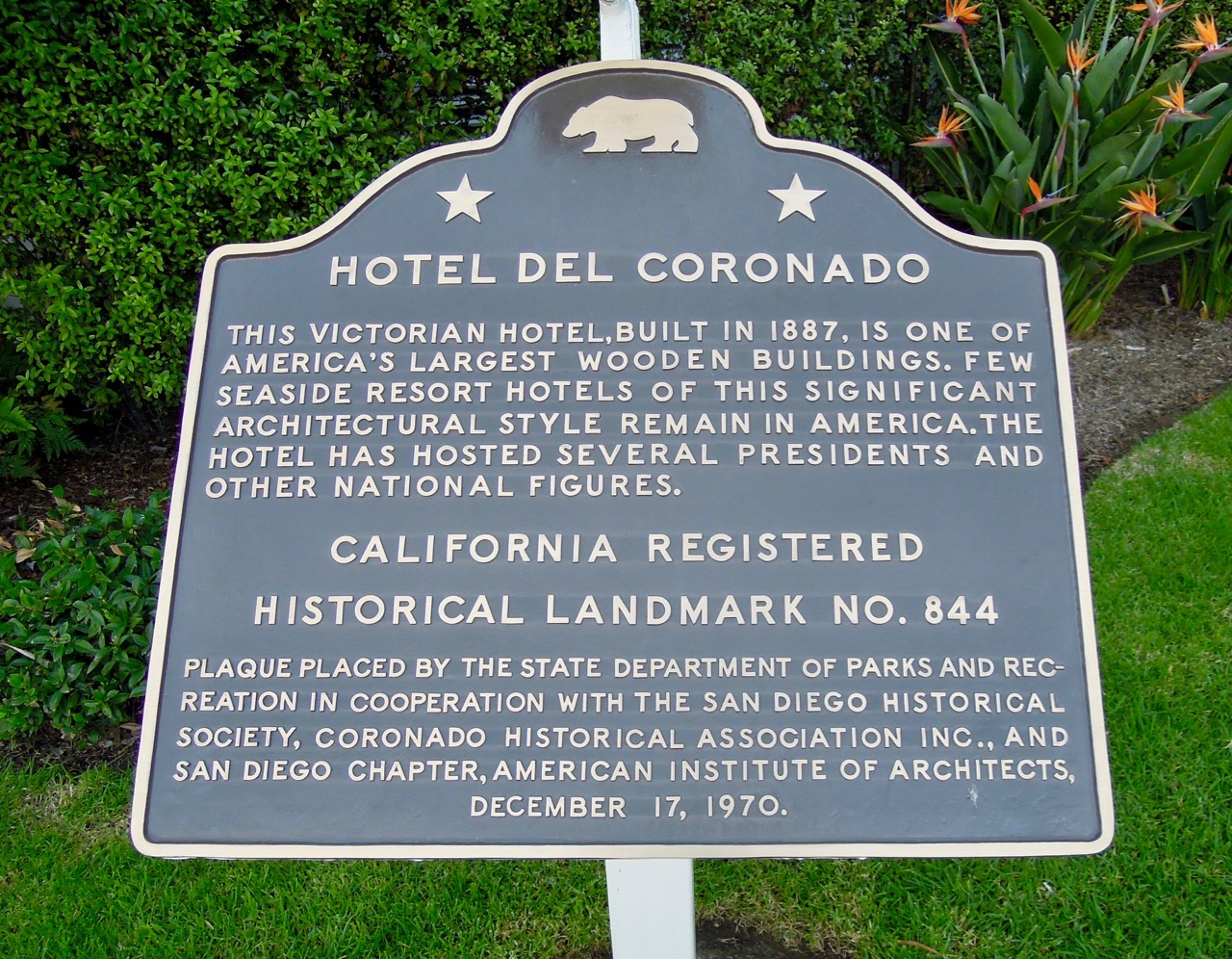
Historical Landmark No. 844

Das Hotel del Coronado wurde 1888 von James Reid erbaut und war seinerzeit das größte Urlaubshotel der Welt. Als erstes Hotel überhaupt wurde es schon beim Bau mit elektrischem Licht ausgestattet. Die Elektroleitungen wurden aber vorsichtshalber in Gasrohren verlegt, damit man, falls die neuartige Elektrizität nicht funktionieren würde, sofort auf Gas umstellen konnte. Nach der Fertigstellung wurde die Installation von Thomas Edison höchstpersönlich überprüft. 1904 kam er noch einmal ins del Coronado, um den ersten im Freien aufgestellten elektrisch beleuchteten Weihnachtsbaum vor dem Hotel zu begutachten. Im Zweiten Weltkrieg wurde das Haus von Piloten der nahe gelegenen Navy Base genutzt. Am 14. Oktober 1971 wurde das Hotel als Baudenkmal in das National Register of Historic Places aufgenommen.

## Berühmte Besucher
Das Hotel hat im Laufe seiner Geschichte zahllose prominente Persönlichkeiten als Gäste begrüßen können. 
Am 7. April 1920 weilte Prince Edward, der Prince of Wales, im del Coronado. Später entstanden Gerüchte, dort habe er sich zum ersten Male mit Wallis Simpson getroffen, die zu dieser Zeit im Hause wohnte. 
Etliche Hollywood-Größen aus der Stummfilmzeit wohnten zeitweise im del Coronado, so z. B. Tom Mix, Rudolph Valentino und Charlie Chaplin. Besonders während der Prohibitionszeit war es ein beliebter Rückzugsort.
Auch zahlreiche US-Präsidenten waren Gäste des Hotels: Benjamin Harrison, William McKinley, William Howard Taft, Woodrow Wilson, Franklin D. Roosevelt, Dwight D. Eisenhower, John F. Kennedy, Lyndon B. Johnson, Richard Nixon, Gerald Ford, Jimmy Carter, Ronald Reagan, George Bush, Bill Clinton, George W. Bush und Barack Obama.

## Spuk in Zimmer 304
Eine gewisse Berühmtheit erlangte auch eine Frau namens Kate Morgan, die an Thanksgiving 1892 unter falschem Namen eincheckte und fünf Tage später tot mit einer Schusswunde aufgefunden wurde. Nach den amtlichen Feststellungen soll es Selbsttötung gewesen sein. Seitdem soll ihr Geist im Hause spuken. Spätere Gäste des Zimmers 304 (heute Zimmer Nr.: 3312), in dem sie übernachtete, berichteten von flackerndem Licht, unerklärlichen Stimmen und Windstößen sowie Geistererscheinungen.

## Das del Coronado im Film
Das Hotel wurde immer wieder als Kulisse für Hollywood-Produktionen benutzt. Am bekanntesten dürfte der Auftritt in Billy Wilders Komödienklassiker Manche mögen’s heiß (1959) sein, der im Sommer 1958 mit Marilyn Monroe, Tony Curtis und Jack Lemmon in den Hauptrollen gedreht wurde. Das Hotel wird im Film als das fiktive Seminole Ritz Hotel in Miami, Florida bezeichnet, in dem sich große Teile der Handlung abspielen. Tatsächlich handelt es sich aber um das del Coronado.
Der Film Der lange Tod des Stuntman Cameron (1980), mit Peter O’Toole und Steve Railsback, wurde zu einem Großteil in und um das Hotel gedreht. Unter anderem ist es auch in Mein Partner mit der kalten Schnauze (1989) mit James Belushi zu sehen, der auf der Hotelterrasse einen Drink nimmt.
Des Weiteren war das Hotel auch Schauplatz in jeweils einer Folge der Serien Simon & Simon sowie Baywatch – Die Rettungsschwimmer von Malibu; in beiden Serien wird Bezug genommen auf die angeblichen Spukerscheinungen.

## Das Hotel heute
Im Laufe der Zeit wechselte das Hotel mehrmals den Besitzer und wurde mehreren Umbauten und Erweiterungen unterzogen. Die klassische Holzfassade wurde aber stets gewahrt. Im Jahre 2005 wurden eine Reihe Strandvillen im gleichen historischen Baustil hinzugefügt. Das Haus verfügt heute über etwa 900 Zimmer, einen großen Ball- und Konferenzsaal sowie südlich gelegen die zwei siebenstöckigen Ocean Towers.

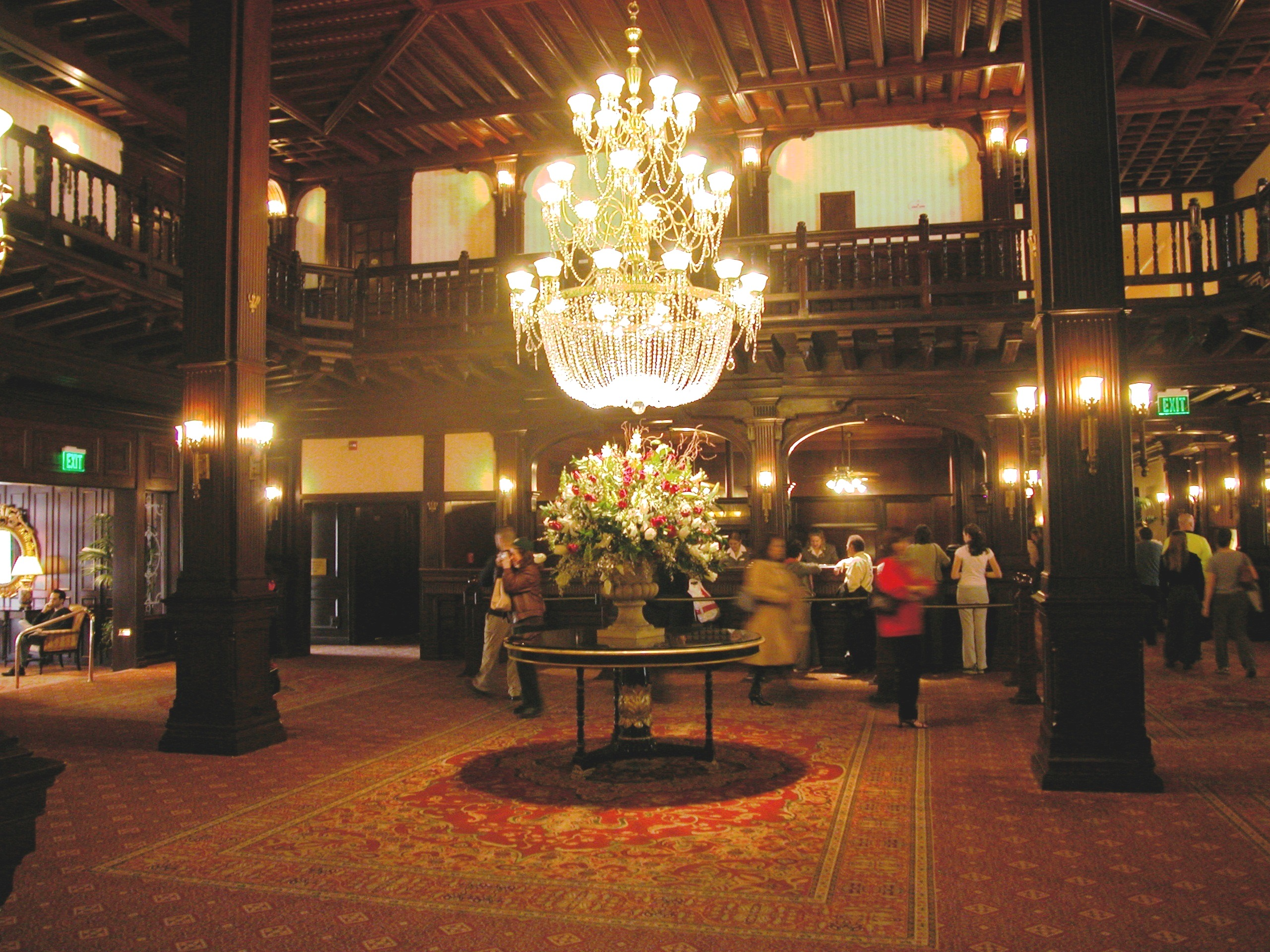
Hotellobby
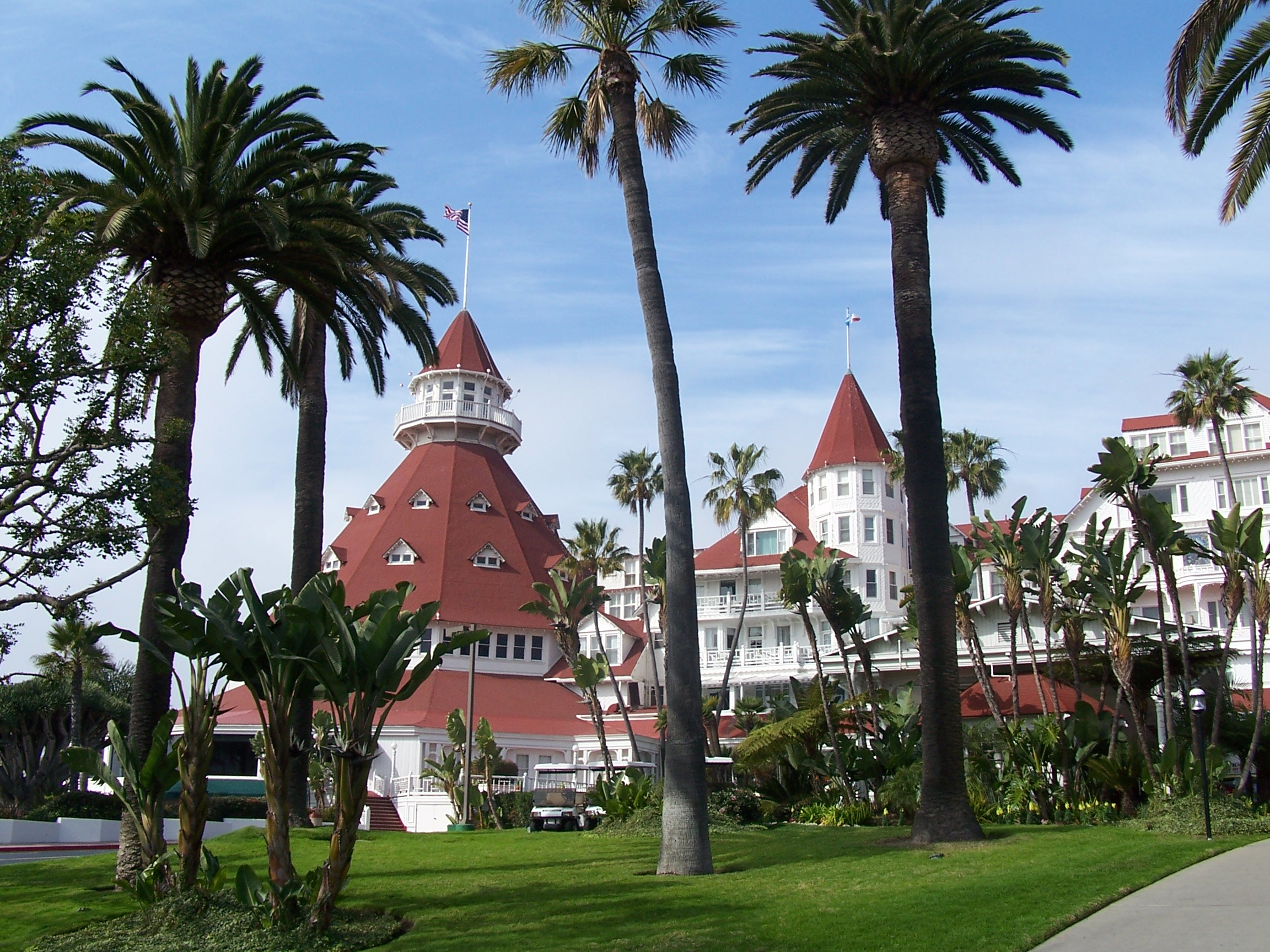
Fassade
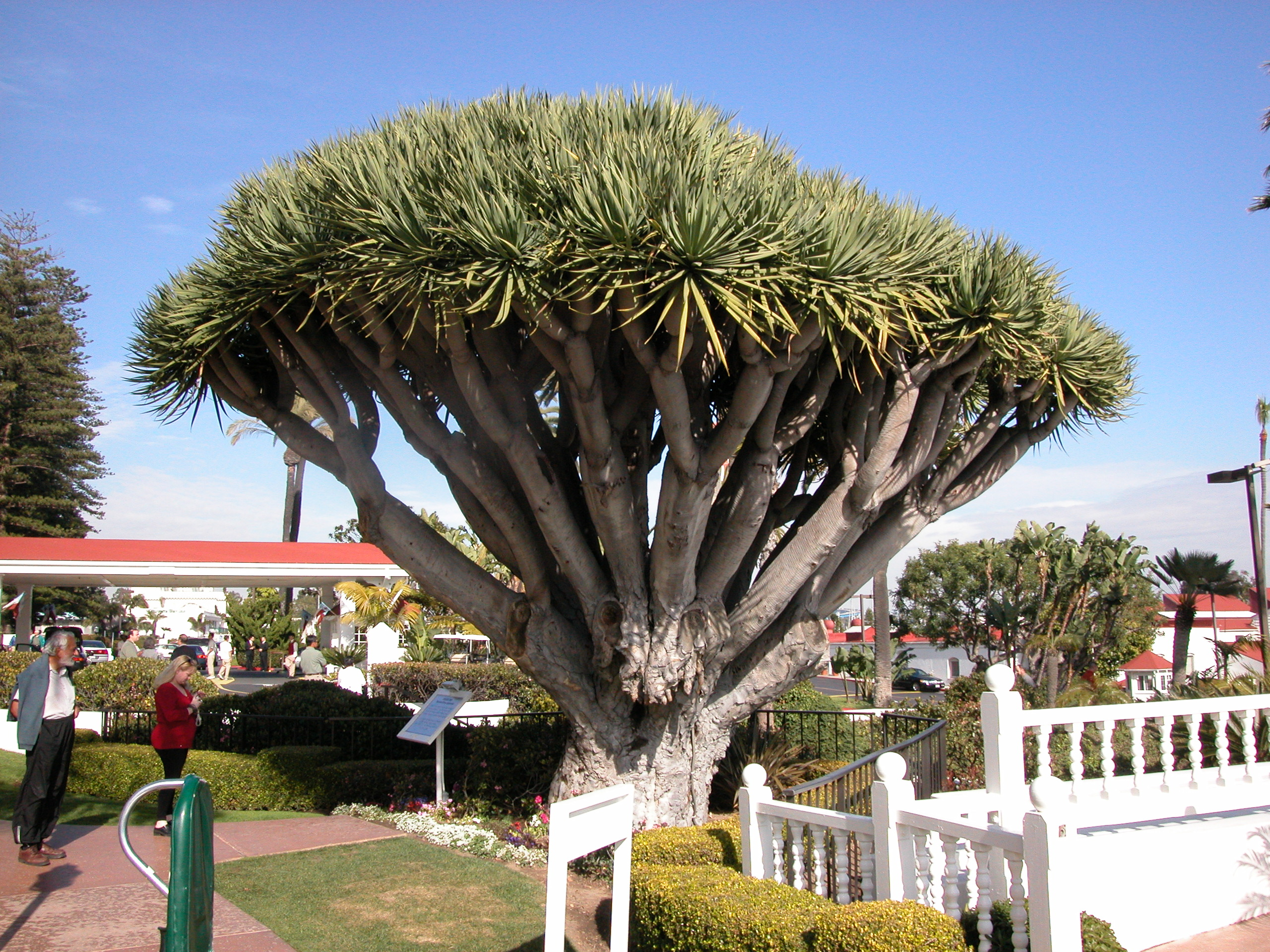
Drachenbaum am Hoteleingang
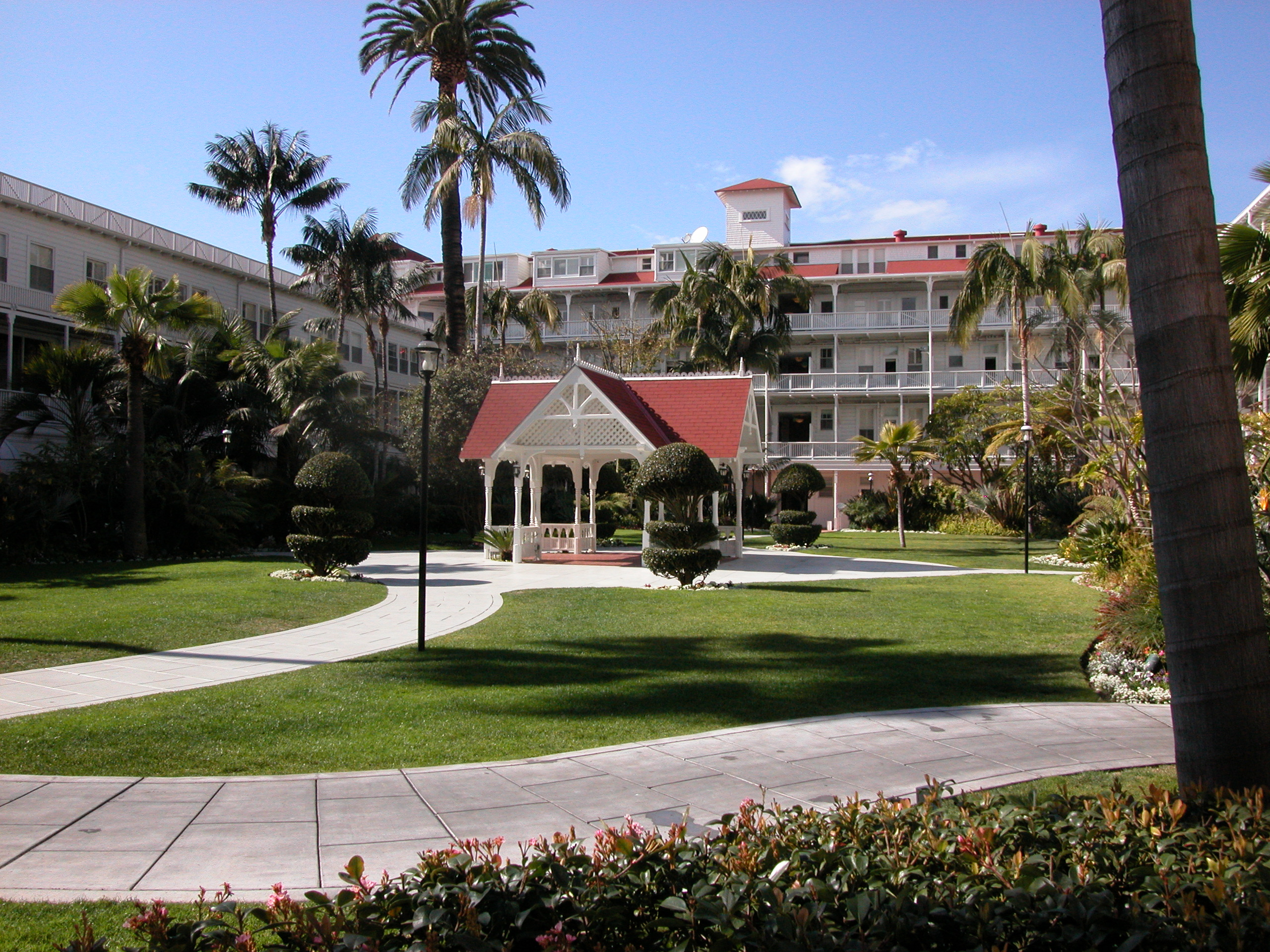
Innenhof
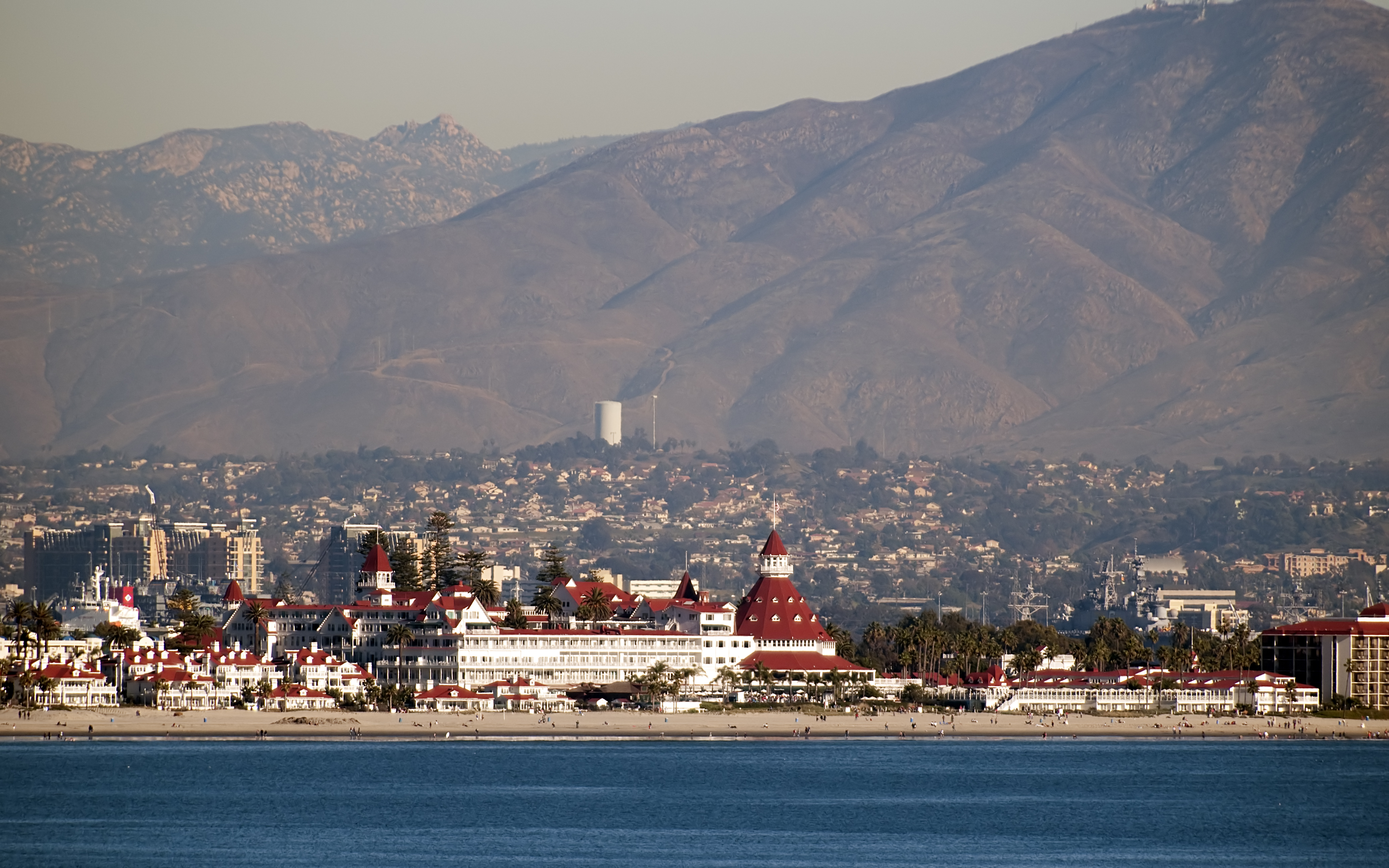
Blick vom Cabrillo National Monument